# Orde de Sant Esteve Papa i Màrtir
|  | No s'ha de confondre amb Orde de Sant Esteve Rei. |

L'Orde de Sant Esteve Papa i Màrtir o Sacre Militar Orde de Sant Esteve Papa i Màrtir fou un orde militar dinàstic fundat al Gran Ducat de Toscana en 1561 per Cosme I de Mèdici, primer gran duc. Fou suprimit en 1859 per l'annexió de Toscana al Regne de Sardenya. Els governs italians següents no l'han reconegut, però la toleren com a entitat privada. No s'ha de confondre amb l'Orde de Sant Esteve Rei, activa a Hongria entre els segles XII i XVI.

## Història
L'orde fou fundat en 1561 per Cosme I de Mèdici, duc de Florència, com a orde militar per lluitar contra els pirates otomans que assolaven les costes del territori i, en general, de la Mediterrània. Les incursions dels pirates feien perillosa les rutes comercials de la mar Tirrena, que dificultaven la consolidació del nou port de Liorna. A més, Cosme volia unir, mitjançant la pertinença a l'orde, la noblesa de les diferents ciutats del nou gran ducat, on les rivalitats entre famílies i ciutats eren tradicionals. Un tercer objectiu fou conferir un prestigi internacional al nou estat.
Fou aprovada per la butlla His quae de l'1 de febrer de 1562 de Pius IV. La regla triada fou la Regla de Sant Benet, i el papa els concedí els privilegis donats als Hospitalers de l'Orde de Malta. Se'n trià com a patró el papa Esteve I perquè la seva festivitat, el 2 d'agost, era el dia de les victòries florentines a les batalles de Montemurlo (1 d'agost de 1537) i Marciano (Scannagallo) el 2 d'agost de 1554.
El primer gran mestre fou el mateix Cosme I, i el càrrec quedà vinculat als grans ducs, com a orde dinàstic dels Mèdici. Els membres havien de tenir divuit anys o més, abonar uns drets d'ingrés, ésser nobles i no descendir d'heretges. N'hi havia cavallers soldats, que feien vots de caritat, castedat conjugal i obediència i que durant tres anys havien de navegar amb les galeres de l'orde; cavallers sacerdots i capellans, amb vots de caritat, obediència i castedat, i cavallers servents.
La seu inicial de l'orde fou Portoferraio, a l'illa d'Elba, des d'on podia operar amb facilitat per les costes, però fou traslladada a Pisa, al Palazzo dei Cavalieri i a la plaça del mateix nom.
El 14 de març de 1587, Sixt V va incorporada a l'orde els béns de l'orde hospitaler suprimit de Sant Jaume d'Altopascio.

### Activitat militar
L'orde va combatre, en els primers anys, en diverses campanyes de la Corona Espanyola contra els otomans, i foren presents al Setge de Malta de 1565, la batalla de Lepant (1571) i la presa d'Annaba (Algèria) en 1607. L'orde es va centrar en la defensa de les costes mediterrànies i van fer incursions contra les bases turques de les Illes Egees, Dalmàcia, Negrepont i Corfú.
A partir de 1640, la seva acció militar va disminuir, i es dedicà més a la defensa de les costes toscanes. Va prestar ajut a la República de Venècia durant la guerra de Morea. L'última acció militar de l'orde fou en 1719.

### Conversió en orde de cavalleria i desaparició
Al final del segle xviii, el gran duc Leopold de Toscana, emperador germànic, va reorganitzar l'orde, convertint-la en un orde de cavalleria per a la formació dels fills dels nobles toscans.
El 7 de març de 1791, sis mesos després d'haver estat nomenat emperador, Leopold abdicà el gran ducat en el seu fill menor Ferran III de Toscana. En 1799, les forces franceses ocuparen la Toscana i Ferran fou obligat a abdicar: juntament amb el títol de gran duc, perdé el de Gran Mestre de Sant Esteve. L'orde sobrevisqué en l'efímer Regne d'Etrúria.
La restauració de Ferran III en 1814, va suposar la de l'orde: un decret de 1815 proclamà la Ripristinazione dell'Ordine dei Cavalieri di S. Stefano ("restauració de l'Orde dels Cavallers de S. Esteve"). L'orde continuà com a orde de cavalleria i fou dissolta definitivament el 16 de novembre de 1859, quan la Toscana fou annexada al Regne de Sardenya; l'església i les seves propietats passaren a mans del nou estat.
Els descendents de la família Mèdici sostenen que l'Orde de Sant Esteve era un orde religiós i dinàstic i, per tant, no estava subjecte a la dissolució proclamada per les autoritats italianes, sense jurisdicció sobre un institut aprovat i reconegut per la Santa Seu, que no havia declarat l'orde extingit o suprimit.
Per tant, i donat que segons el dret canònic, l'orde no estava suprimit, els hereus de l'últim gran duc han retingut el títol de gran mestre de l'orde i n'han anat nomenant nous cavallers. Segons aquesta pretensió, l'hereu a l'antic tron granducal de Toscana, l'arxiduc Sigismund d'Habsburg-Lorena, és l'actual gran mestre de Sant Esteve, formada per uns vuitanta membres, la majoria caps d'estat i membres de famílies reials.
L'estat italià reconeix l'orde com a "orde dinàstic no nacional"; per tant, els ciutadans italians poden obtenir, amb decret del Ministre d'Afers Exteriors, el permís per fer ús de la condecoració al territori italià.

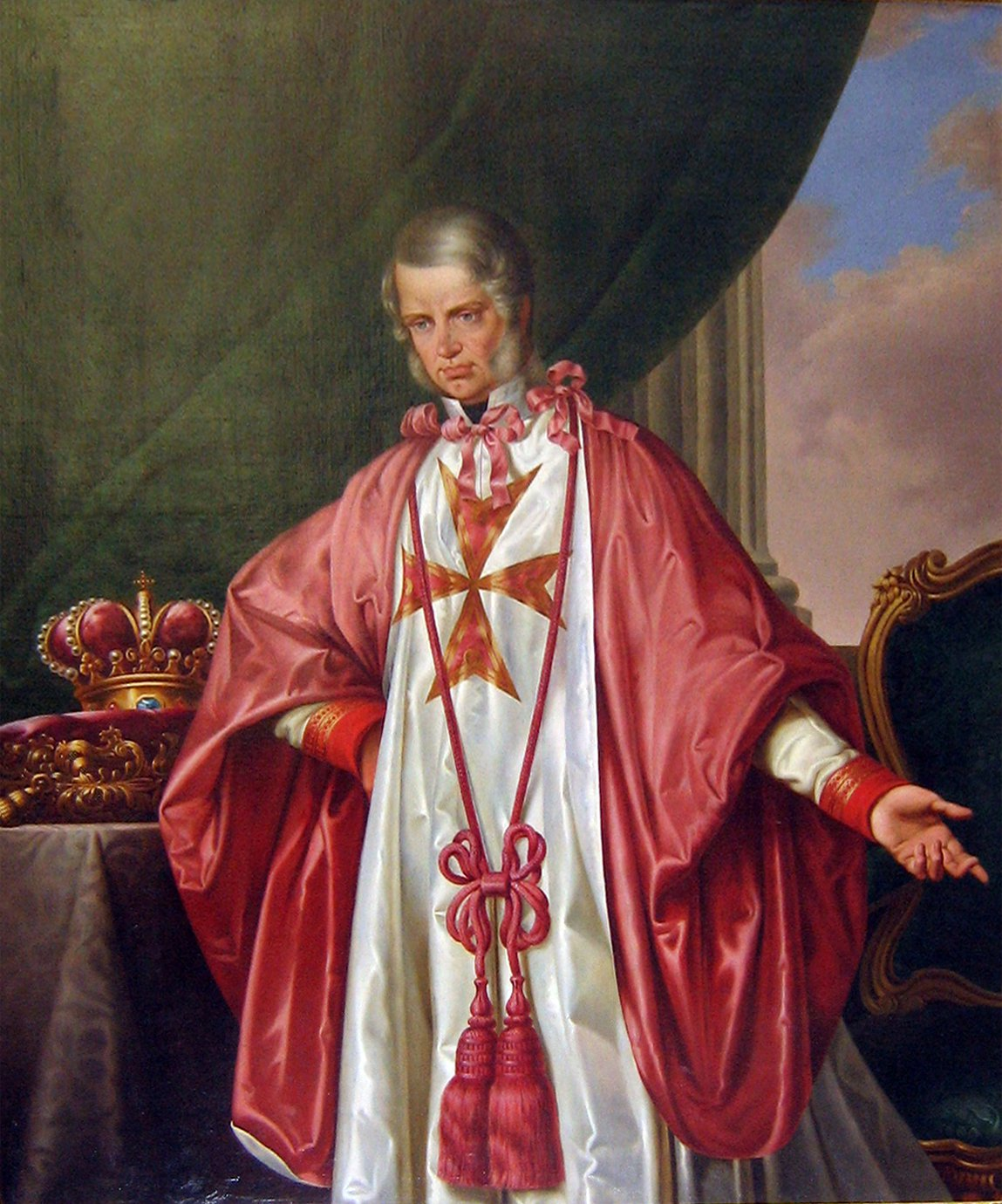
Leopold II de Toscana amb l'hàbit i la creu de l'orde, per Giuseppe Bezzuoli, ca. 1849 (Pisa, Palazzo Carovana)
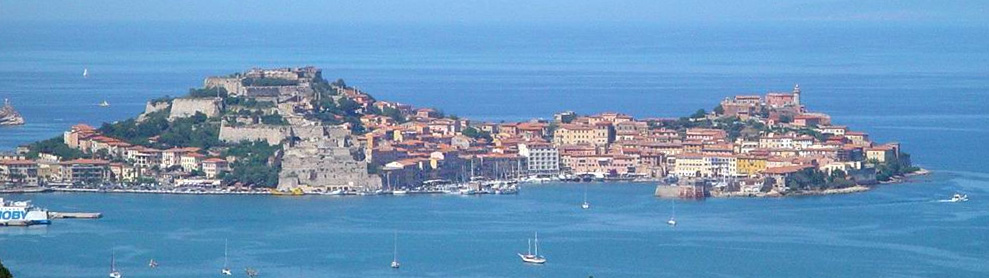
Portoferraio (Elba), primera seu de l'orde
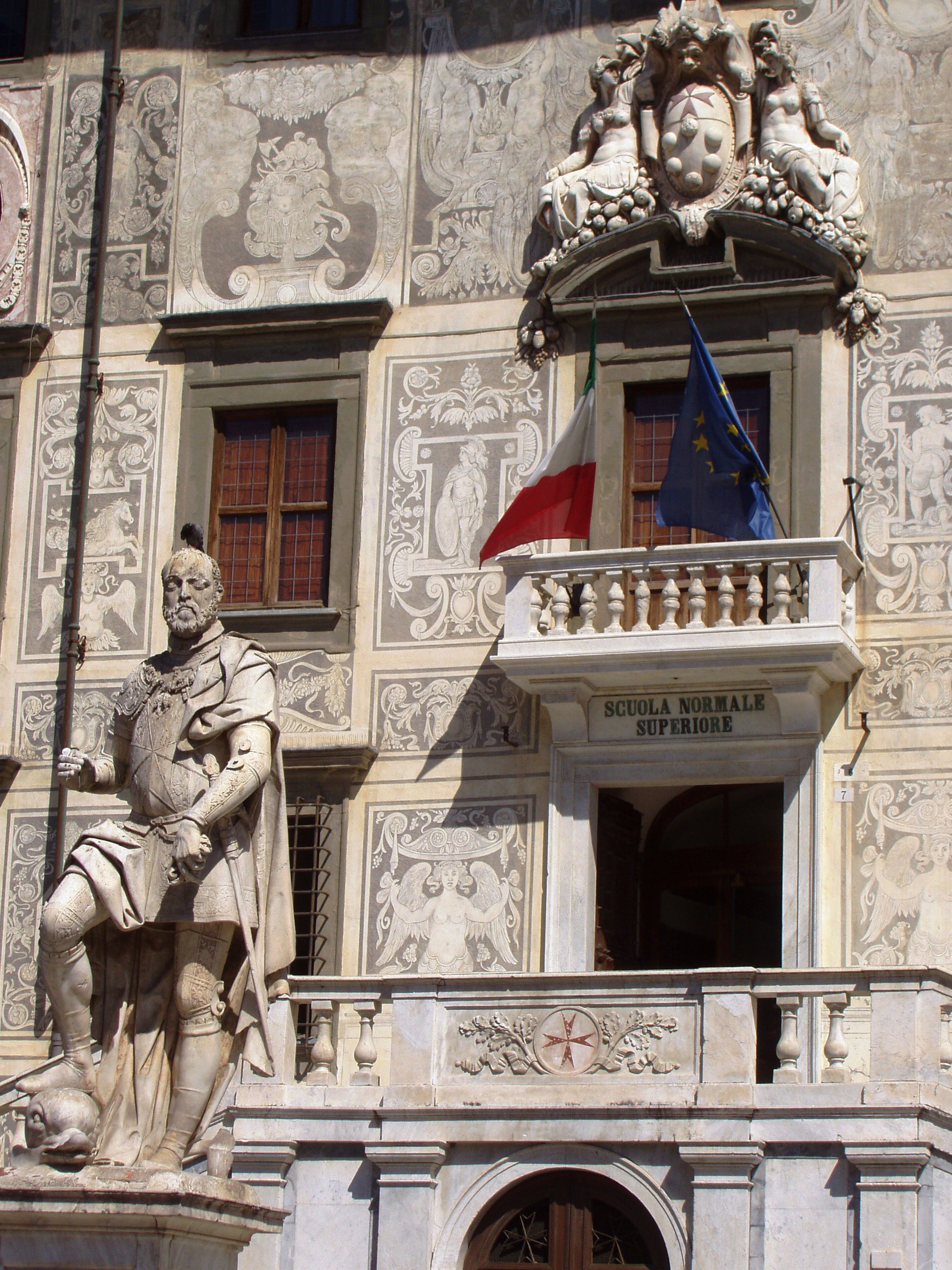
Palazzo dei Cavalieri (Pisa), antiga seu de l'orde
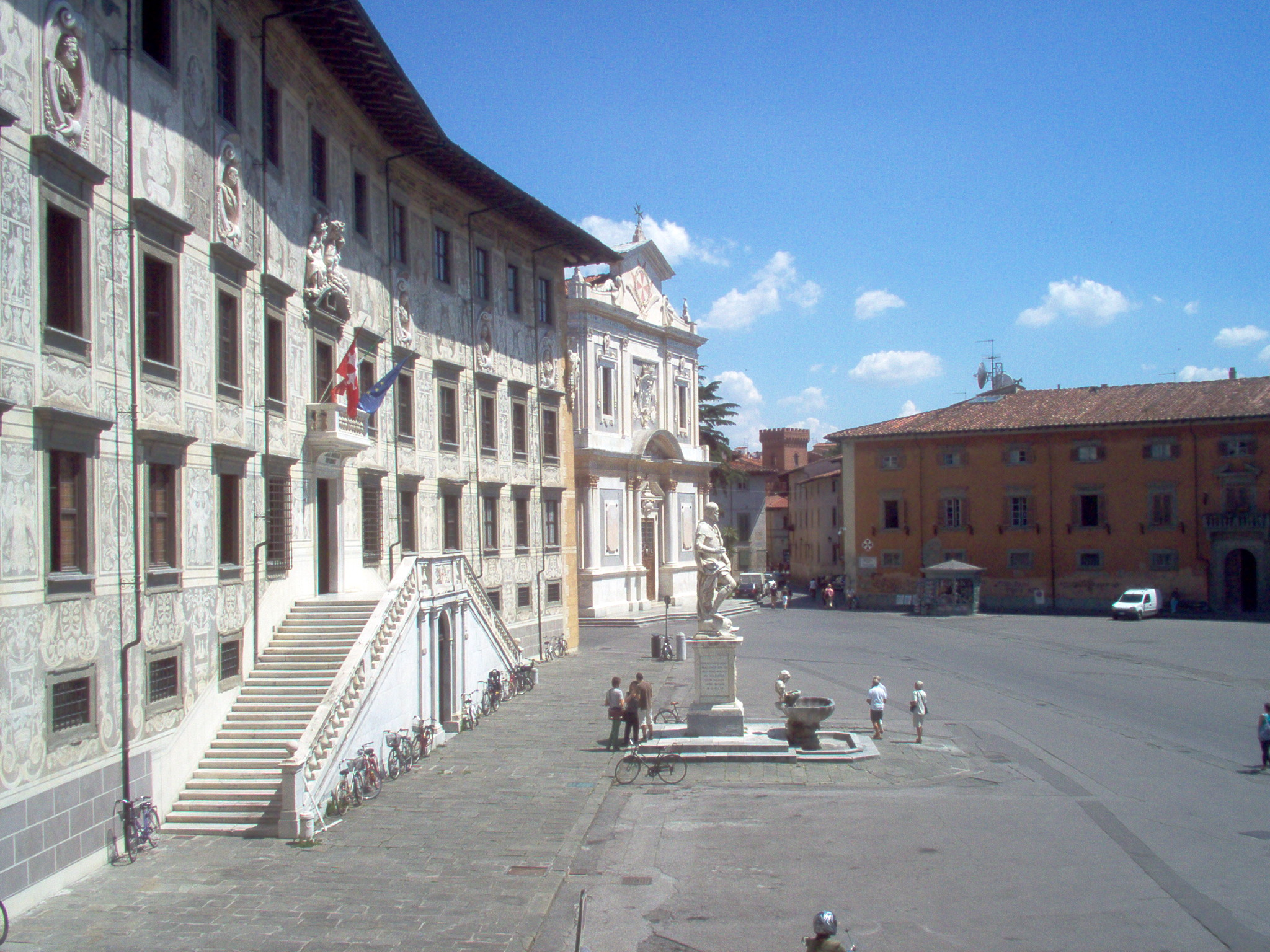
Piazza dei Cavalieri (Pisa), amb el palau i l'església de l'orde
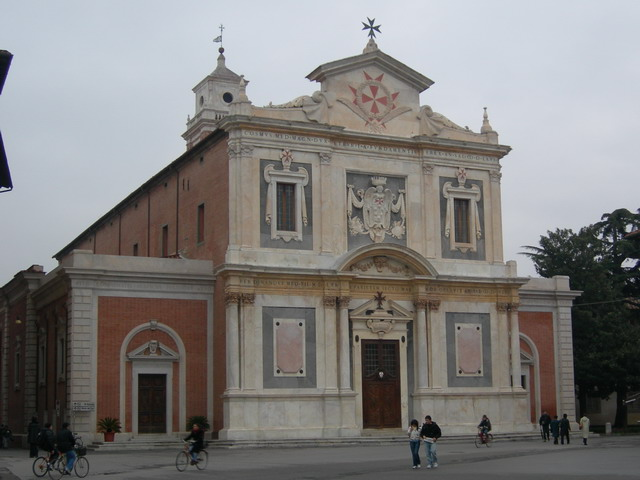
Església dels Cavallers de Sant Esteve (Pisa)